# Box-office France 1981
Cet article traite du box-office cinéma de 1981 en France.
Cette année, 438 films sortent sur les écrans, dans la moyenne des années 1970. La suite des années 1980 verra ce chiffre baisser.
Avec 189,2 millions de spectateurs, l'année 1981 marque une courte période haute du box-office français après une phase de stabilité autour de 170 millions de spectateurs et avant la chute de la deuxième moitié des années 1980.
Face aux blockbusters (le nouveau Belmondo Le Professionnel et le nouveau James Bond Rien que pour vos yeux qui sortent à une semaine d'intervalle en octobre) qui attirent plus de 300 000 spectateurs en une semaine sur Paris-périphérie, quelques films conservent des carrières sur la longueur. Parmi eux, Les Uns et les Autres de Claude Lelouch et Diva sont des modèles tant leur sortie était comparée à un échec ; le succès est surtout là dans les grandes villes dont Paris grâce notamment à l'appui de la bande-son.
Moi, Christiane F., 13 ans, droguée, prostituée… (dont le succès préfigure la curiosité des français pour le cinéma allemand en 1982) et Elephant Man réussissent également sur la durée. Même des succès comme La Chèvre ou Les Aventuriers de l'arche perdue doivent leur score à une relative stabilité sans commune mesure avec les « suites » que ces films généreront.
Les Aventuriers de l'arche perdue sera le troisième plus gros succès américain des années 1980 sur Paris-ville (dépassé seulement par deux films français : Trois Hommes et un couffin et Le Grand Bleu). Mais ce score est dû à des reprises récurrentes sur Paris, phénomène réservé aux films plus anciens.
Malgré sa réputation, Raging Bull de Martin Scorsese n'est pas un gros succès avec 444 000 spectateurs français.

## Les films à plus d'un million d'entrées
| Rang | Titre                                            | Pays | Réalisateur                             | Entrées   |
| ---- | ------------------------------------------------ | ---- | --------------------------------------- | --------- |
| 1.   | La Chèvre                                        |      | Francis Veber                           | 7 080 137 |
| 2.   | Rox et Rouky                                     |      | Art Stevens / Ted Berman / Richard Rich | 6 687 862 |
| 3.   | Les Aventuriers de l'arche perdue                |      | Steven Spielberg                        | 6 397 117 |
| 4.   | Le Professionnel                                 |      | Georges Lautner                         | 5 243 511 |
| 5.   | La Guerre du feu                                 |      | Jean-Jacques Annaud                     | 4 951 574 |
| 6.   | Les Uns et les Autres                            |      | Claude Lelouch                          | 3 234 549 |
| 7.   | Rien que pour vos yeux                           |      | John Glen                               | 3 181 840 |
| 8.   | Le Maître d'école                                |      | Claude Berri                            | 3 105 596 |
| 9.   | La Soupe aux choux                               |      | Jean Girault                            | 3 093 319 |
| 10.  | Moi, Christiane F., 13 ans, droguée, prostituée… |      | Uli Edel                                | 2 887 938 |
| 11.  | Viens chez moi, j'habite chez une copine         |      | Patrice Leconte                         | 2 820 169 |
| 12.  | Elephant Man                                     |      | David Lynch                             | 2 443 507 |
| 13.  | Pour la peau d'un flic                           |      | Alain Delon                             | 2 377 084 |
| 14.  | Excalibur                                        |      | John Boorman                            | 2 368 167 |
| 15.  | Diva                                             |      | Jean-Jacques Beineix                    | 2 281 569 |
| 16.  | Coup de torchon                                  |      | Bertrand Tavernier                      | 2 199 309 |
| 17.  | Garde à vue                                      |      | Claude Miller                           | 2 098 038 |
| 18.  | Les Fourberies de Scapin                         |      | Roger Coggio                            | 2 093 408 |
| 19.  | Tais-toi quand tu parles                         |      | Philippe Clair                          | 2 009 653 |
| 20.  | Les hommes préfèrent les grosses                 |      | Jean-Marie Poiré                        | 1 931 038 |
| 21.  | Salut l'ami, adieu le trésor                     |      | Sergio Corbucci                         | 1 894 475 |
| 22.  | Le Roi des cons                                  |      | Claude Confortès                        | 1 872 390 |
| R.   | La Belle au bois dormant                         |      | Clyde Geronimi                          | 1 800 000 |
| 23.  | Le Choix des armes                               |      | Alain Corneau                           | 1 787 299 |
| 24.  | Le Chinois                                       |      | Robert Clouse                           | 1 510 009 |
| 25.  | Malevil                                          |      | Christian de Chalonge                   | 1 432 881 |
| 26.  | La Coccinelle à Mexico                           |      | Vincent McEveety                        | 1 431 273 |
| 27.  | Le bahut va craquer                              |      | Michel Nerval                           | 1 384 830 |
| 28.  | Brubaker                                         |      | Stuart Rosenberg                        | 1 301 537 |
| 29.  | Le Policeman                                     |      | Daniel Petrie                           | 1 291 830 |
| 30.  | New York 1997                                    |      | John Carpenter                          | 1 278 378 |
| 31.  | Hurlements                                       |      | Joe Dante                               | 1 210 582 |
| 32.  | Le facteur sonne toujours deux fois              |      | Bob Rafelson                            | 1 197 879 |
| 33.  | Beau-père                                        |      | Bertrand Blier                          | 1 197 816 |
| 34.  | Flash Gordon                                     |      | Mike Hodges                             | 1 189 860 |
| 35.  | Métal hurlant                                    |      | Gerald Potterton (en)                   | 1 157 779 |
| 36.  | Pulsions                                         |      | Brian De Palma                          | 1 147 059 |
| 37.  | L'Amant de lady Chatterley                       |      | Just Jaeckin                            | 1 134 750 |
| 38.  | Le Lagon bleu                                    |      | Randal Kleiser                          | 1 100 277 |
| 39.  | La Femme d'à côté                                |      | François Truffaut                       | 1 087 600 |
| 40.  | Croque la vie                                    |      | Jean-Charles Tacchella                  | 1 083 491 |
| 41.  | Condorman                                        |      | Charles Jarrott                         | 1 048 130 |

Par pays d'origine des films (Pays producteur principal)
- France : 21 films
- États-Unis : 14 films
- Allemagne : 2 films
- Royaume-Uni : 2 films
- Canada : 1 film
- Italie : 1 film
- Total : 41 films

## Box-office par semaine
| #  | Semaine                           | Film no 1                                        | Pays              | Entrées           |
| -- | --------------------------------- | ------------------------------------------------ | ----------------- | ----------------- |
| 1  | 1er janvier au 6 janvier 1981     | Les 101 Dalmatiens (ressortie)                   |                   | 377 942 entrées   |
| 2  | 7 janvier au 13 janvier 1981      | La Boum                                          |                   | 267 080 entrées   |
| 3  | 14 janvier au 20 janvier 1981     | La Boum                                          | 236 952 entrées   |                   |
| 4  | 21 janvier au 27 janvier 1981     | La Boum                                          | 254 367 entrées   |                   |
| 5  | 28 janvier au 3 février 1981      | Viens chez moi, j'habite chez une copine         | 255 953 entrées   |                   |
| 6  | 4 février au 10 février 1981      | Viens chez moi, j'habite chez une copine         | 327 950 entrées   |                   |
| 7  | 11 février au 17 février 1981     | Viens chez moi, j'habite chez une copine         | 310 698 entrées   |                   |
| 8  | 18 février au 24 février 1981     | Viens chez moi, j'habite chez une copine         | 242 023 entrées   |                   |
| 9  | 25 février au 3 mars 1981         | Le Roi des cons                                  | 274 993 entrées   |                   |
| 10 | 4 mars au 10 mars 1981            | Le Roi des cons                                  | 227 739 entrées   |                   |
| 11 | 11 mars au 17 mars 1981           | Le Roi des cons                                  | 190 316 entrées   |                   |
| 12 | 18 mars au 24 mars 1981           | Le Roi des cons                                  | 143 687 entrées   |                   |
| 13 | 25 mars au 31 mars 1981           | La Belle au bois dormant (ressortie)             |                   | 286 428 entrées   |
| 14 | 1er avril au 7 avril 1981         | La Belle au bois dormant (ressortie)             | 313 916 entrées   |                   |
| 15 | 8 avril au 14 avril 1981          | La Belle au bois dormant (ressortie)             | 219 048 entrées   |                   |
| 16 | 15 avril au 21 avril 1981         | Pulsions                                         | 235 783 entrées   |                   |
| 17 | 22 avril au 28 avril 1981         | Elephant Man                                     |                   | 273 598 entrées   |
| 18 | 29 avril au 5 mai 1981            | Elephant Man                                     | 275 796 entrées   |                   |
| 19 | 6 mai au 12 mai 1981              | Elephant Man                                     | 201 408 entrées   |                   |
| 20 | 13 mai au 19 mai 1981             | Malevil                                          |                   | 257 853 entrées   |
| 21 | 20 mai au 26 mai 1981             | Malevil                                          | 251 186 entrées   |                   |
| 22 | 27 mai au 2 juin 1981             | Excalibur                                        |                   | 242 104 entrées   |
| 23 | 3 juin au 9 juin 1981             | Excalibur                                        | 210 309 entrées   |                   |
| 24 | 10 juin au 16 juin 1981           | Excalibur                                        | 143 580 entrées   |                   |
| 25 | 17 juin au 23 juin 1981           | Le Policeman                                     |                   | 152 158 entrées   |
| 26 | 24 juin au 30 juin 1981           | Pétrole ! Pétrole !                              |                   | 197 381 entrées   |
| 27 | 1er juillet au 7 juillet 1981     | Pétrole ! Pétrole !                              | 135 871 entrées   |                   |
| 28 | 8 juillet au 14 juillet 1981      | L'Équipée du Cannonball                          |                   | 180 001 entrées   |
| 29 | 15 juillet au 21 juillet 1981     | L'Équipée du Cannonball                          | 142 178 entrées   |                   |
| 30 | 22 juillet au 28 juillet 1981     | Les Uns et les Autres                            |                   | 146 287 entrées   |
| 31 | 29 juillet au 4 août 1981         | L'Amant de Lady Chatterley                       |                   | 209 014 entrées   |
| 32 | 5 août au 11 août 1981            | Moi, Christiane F., 13 ans, droguée, prostituée… |                   | 217 810 entrées   |
| 33 | 12 août au 18 août 1981           | Moi, Christiane F., 13 ans, droguée, prostituée… | 195 309 entrées   |                   |
| 34 | 19 août au 25 août 1981           | Le Choix des armes                               |                   | 372 708 entrées   |
| 35 | 26 août au 1er septembre 1981     | Le Choix des armes                               | 299 880 entrées   |                   |
| 36 | 2 septembre au 8 septembre 1981   | Le Choix des armes                               | 263 990 entrées   |                   |
| 37 | 9 septembre au 15 septembre 1981  | Pour la peau d'un flic                           | 603 075 entrées   |                   |
| 38 | 16 septembre au 22 septembre 1981 | Les Aventuriers de l'arche perdue                |                   | 686 486 entrées   |
| 39 | 23 septembre au 29 septembre 1981 | Les Aventuriers de l'arche perdue                | 505 110 entrées   |                   |
| 40 | 30 septembre au 6 octobre 1981    | Les Aventuriers de l'arche perdue                | 407 136 entrées   |                   |
| 41 | 7 octobre au 13 octobre 1981      | Les Aventuriers de l'arche perdue                | 322 934 entrées   |                   |
| 42 | 14 octobre au 20 octobre 1981     | Rien que pour vos yeux                           |                   | 845 858 entrées   |
| 43 | 21 octobre au 27 octobre 1981     | Le Professionnel                                 |                   | 1 055 094 entrées |
| 44 | 28 octobre au 3 novembre 1981     | Le Professionnel                                 | 815 319 entrées   |                   |
| 45 | 4 novembre au 10 novembre 1981    | Le Professionnel                                 | 559 998 entrées   |                   |
| 46 | 11 novembre au 17 novembre 1981   | Le Professionnel                                 | 408 976 entrées   |                   |
| 47 | 18 novembre au 24 novembre 1981   | Le Professionnel                                 | 306 524 entrées   |                   |
| 48 | 25 novembre au 1er décembre 1981  | Rox et Rouky                                     |                   | 578 655 entrées   |
| 49 | 2 décembre au 8 décembre 1981     | La Soupe aux choux                               |                   | 601 950 entrées   |
| 50 | 9 décembre au 15 décembre 1981    | La Chèvre                                        |                   | 761 114 entrées   |
| 51 | 16 décembre au 22 décembre 1981   | La Chèvre                                        | 750 923 entrées   |                   |
| 52 | 23 décembre au 31 décembre 1981   | La Chèvre                                        | 1 265 583 entrées |                   |